# Я не перестану (пісня)
«Я не перестану»  — пісня української співачки Тіни Кароль. Як сингл випущений 12 травня 2017 року. Є саундтреком к серіалу «Хороший хлопець» на 1+1.

## Опис
Українська співачка Тіна Кароль презентувала нову композицію «Я не перестану», яка стала саундтреком до нового серіалу на «1+1» під назвою «Хороший хлопець», де знявся учасник проекту «Голос країни».
- В пісні «Я не перестану» я намагалася передати крик душі, порив, пристрасть, любов, — розповіла Тіна. 
За словами виконавиці, працювати над новою піснею було удвічі відповідальне.
- Я щаслива бути частиною великого кінопроекту. На мій погляд, пісня дуже точно описує загострення пристрастей і емоцій в серіалі «Хороший хлопець», — поділилася враженнями від нової композиції зірка.

## Відеокліп
Режисером кліпу виступив Gloria FX.
Новий кліп Тіни Кароль «Я не перестану» — це концертний номер з її Всеукраїнського сольного туру «ТІНА», який відбувся восени 2017 року. Основна філософія номера, як і самого туру — показати багатоособливість жіночого Я. Тому кліп «Я не перестану» вийшов дуже емоційним.

У кліпі задіяні танцівниці, яким, завдяки використанню 3d-скана обличчя співачки, інтегрували обличчя зірки, таким чином добилися «ефекту розмноження».
Яскрава, драйвовая, сексуальна, сильна і одночасно чуттєва і граціозна, — такий ми завжди бачимо Тіну на сцені, такою ми захотіли показати її і в новому відеокліпі", — так коментує креативний продюсер студії Gloria FX Сергій Машевский.

## Live виконання
2017 р. «Я не перестану» — «Голос Країни»

## Список композицій
| Цифрове завантаження, стримінг | Цифрове завантаження, стримінг | Цифрове завантаження, стримінг | Цифрове завантаження, стримінг | Цифрове завантаження, стримінг |
| #                              | Назва                          | Автор слів                     | Автор музики                   | Тривалість                     |
| ------------------------------ | ------------------------------ | ------------------------------ | ------------------------------ | ------------------------------ |
| 1.                             | «Я не перестану»               | Сергій Поздняков               | Сергій Поздняков               | 3:49                           |